# Уокър (окръг, Тексас)
Окръг Уокър (на английски: Walker County) е окръг в щата Тексас, Съединени американски щати. Площта му е 2075 km², а населението - 61 758 души (2000). Административен център е град Хънтсвил.